# Missouri Theater
El Missouri Theatre y el Missouri Theatre Building están colindantes en St. Joseph, en el estado de Misuri (Estados Unidos). El Missouri Theatre fue construido como un cine con un estilo atmosférico, utilizando una combinación de detalles art déco y moriscos. El edificio del teatro de Missouri se construyó como complemento, y ambos se completaron en julio de 1927.
El Teatro Missouri fue diseñado por los arquitectos teatrales conocidos Boller Brothers de Kansas City, Misuri, con una escultura de Waylande Gregory. Fue construido por la Capital Building Company de Lincoln, Nebraska para el abogado y promotor local Joseph Goldman. El teatro tiene un solo balcón que da a una casa diseñada para parecerse a un patio abierto con tiendas de campaña, decorado con detalles tomados de la arquitectura asiria y persa. Si bien el teatro fue diseñado principalmente para películas, también podría usarse para presentaciones en vivo, con camerinos, una tramoya y un foso de orquesta. También contó con un órgano de teatro Wurlitzer.
El Missouri Theatre funcionó como un cine hasta 1970. Durante los años siguientes funcionó como un teatro comunitario y fue comprado por un grupo comunitario en 1976. En 1978, la ciudad de St. Joseph compró el teatro para usarlo como centro de artes escénicas. El teatro y el edificio de oficinas se incluyeron en el Registro Nacional de Lugares Históricos en 1979. Está ubicado en el distrito histórico de comercio y banca de St. Joseph.
El diseño del Missouri Theatre sirvió como base para el diseño de la fachada del Teatro Isauro Martinez, en Torreón, México, inaugurado el 7 de marzo de 1930.
El teatro fue renovado en 2002. Se quitó un dosel de la década de 1960 y se restauró la marquesina.